# ピエール・ガマラ
ピエール・ガマラ（仏: Pierre Gamarra, 1919年7月10日 - 2009年5月20日）は、フランスの作家。トゥールーズ生まれ。アルジャントゥイユで逝去。

## 生涯
バスク、ラングドックの血を引く。ピエール・ガマラは、教員、ジャーナリストとしての活動の傍ら、小説家、詩人、批評家として作品を残した。同時に、エッセーや戯曲の著者でもある。青少年向けの物語や戯曲、詩は、学校で盛んに教材として用いられている。トゥールーズがドイツから解放された後、ガマラは元レジスタンス運動家とともに書店「ラ・ルネサンス」を設立した。ガマラは、1944年にフランス共産党に入党し、党員としてレジスタンスに参加した。1944年から1949年まで、ガマラは日刊紙「南西部の愛国者」の記者、次いで編集長となった。
彼は1948年にローザンヌにおいて、小説『火の館』でシャルル・ヴェイヨン賞を受賞した。選考委員会は、委員長がアンドレ・シャンソン、委員がヴェルコール、ルイ・ギユー、アンドレ・シャンソン、フランツ・エランスらであった。
1949年、ジャン・カスー、アンドレ・シャンソン、ルイ・アラゴンらに依頼により『ウーロープ』誌の編集長に就任した。当時の発行責任者はピエール・アブラアムであったが、ガマラは後に彼の後任として発行責任者に就任した。また、労働総同盟系の雑誌『労働者の生活』に定期的に寄稿した。

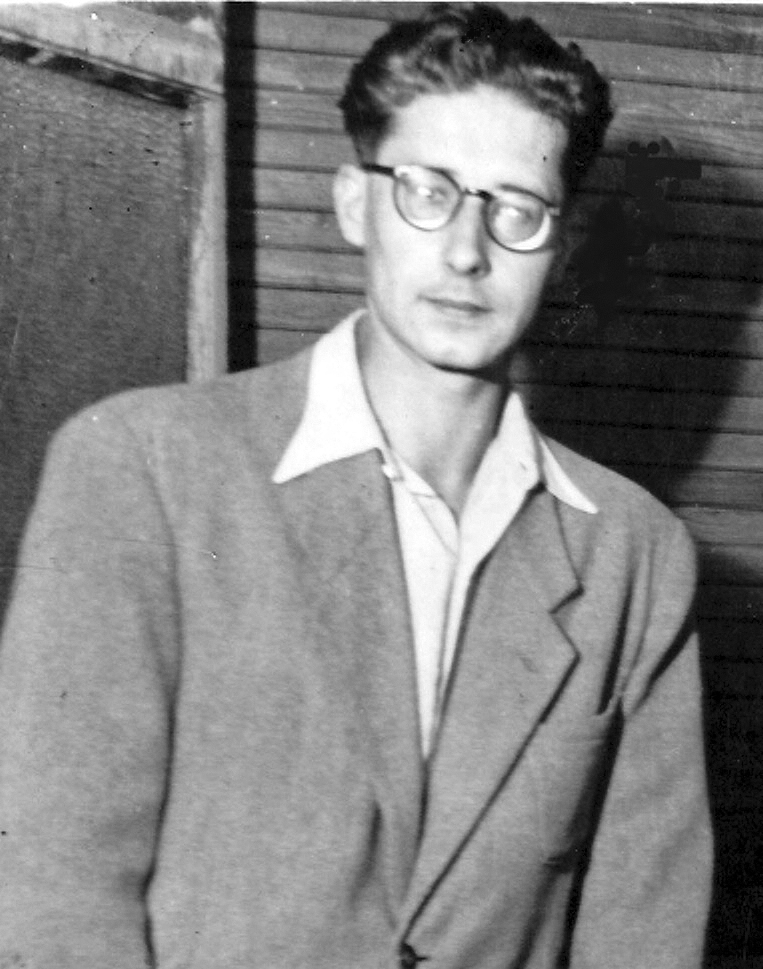
ピエール・ガマラ（トゥールーズ、1945年）

フランス・ペンクラブの副会長（会長はジャン・ブロ）、およびタルヌ＝エ＝ガロンヌ県にある科学・文芸学会「モントーバン・アカデミー」の名誉会員に就任した。
ガマラは特に子供向けの散文や詩を書いたことで知られる。特に『蠅とクリーム』などの寓話、『僕のランドセル』などの詩は、フランス文学やフランス語の教科書にしばしば掲載されている。その理由は、彼の独特な覚えやすい童謡風スタイルにある。詩を通して子供たちに言葉で遊ぶ楽しさを伝えようとしたのはピエール・ガマラの偉業である。
ガマラは子供向けの小説も書いている。1955年に『カルパティア山脈の薔薇』を出版したファランドール出版社は、以後も『ベルリュレットのメンバー』、『キャプテン・プランタン』を含む児童文学作品『千の物語』など多くの作品を出版し、熱心な読者を獲得した。読者は、恋愛や冒険を交えながらも現実に根ざした彼の物語を高く評価した。
ガマラはほとんどの小説作品において、色彩表現や『ゴンクール賞の暗殺者』や『キャプテン・プランタン』のような緊迫感ある雰囲気を作り出している。1955年には、彼の小説作品のなかで最も有名な、南ラングドックのライックな学校の教師シモン・セルメの物語『校長先生』を著した。また、トゥールーズを舞台とした小説3部作『トゥールーズの謎』、『黄金と血』、『72の太陽』を発表した。
1973年、彼の小説『真夜中の雄鶏』がエドゥアール・ロジュローによってテレビ番組向けに脚色された。フランス3で3話にわたって放送されたこの番組は、南仏ナジャックで撮影され、主演はクロード・ブロッセであった。
1985年、小説『フレーヴ・パランプセスト』が文学者協会の大賞を受賞した。
2000年、俳優のマイケル・ロンズデールは、スペインを題材にしたガマラの詩に基づいて演劇を制作した。
モントーバンにある学校、アルジャントゥイユの通り、アルジャントゥイユとアンドレストの図書館がピエール・ガマラの名前を冠している。
ガマラは「オック語の作家」と称された。彼の作品は非常に数が多い。半世紀以上にわたって『ウーロープ』誌の「書く機械」と題する文学的コラムを担当した。このコラムにはフランスだけでなく他国の著書の書評を掲載し、あまり知られていない文学作品なども紹介した。

## 主な作品

### 演劇

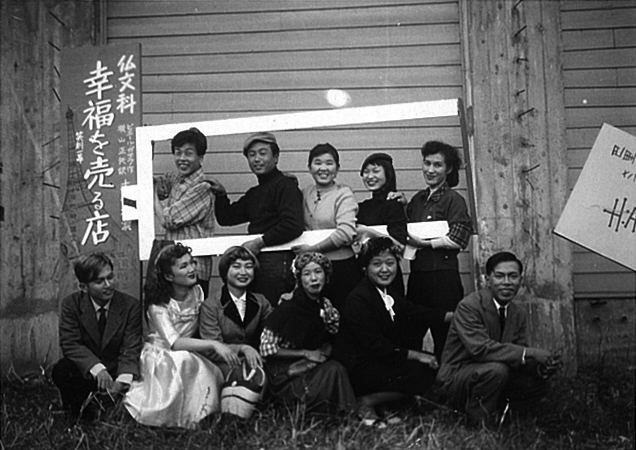
１９５６年、慶応大学の先生と学生が「幸福を売る店」（ピエール・ガマラ）を上演。

- 『幸福を売る店（笑劇一幕）』1956年、初演は東京で行われた。

### 共同作品への関与
- 『オレンジのねこがいっぱい』長編作品、1968年にドイツと日本のみで刊行。
- 『La Hache』[7] ショートストーリー、(編集 : 山田あきさだ、横山まさや) 建帛社出版社, 1961年。

### ピエール・ガマラとの会談
- 2006年12月27日、東北大学フランス文学研究室の雑誌に掲載。